# Spilosoma butti
Spilosoma butti là một loài bướm đêm thuộc phân họ Arctiinae, họ Erebidae.